# Lagoptera ceramensis
Lagoptera ceramensis là một loài bướm đêm trong họ Erebidae.